# Xã Emmet, Quận Nevada, Arkansas
Xã Emmet (tiếng Anh: Emmet Township) là một xã thuộc quận Nevada, tiểu bang Arkansas, Hoa Kỳ. Năm 2010, dân số của xã này là 678 người.